# Katarzynowo (powiat słupecki)
Katarzynowo – wieś w Polsce położona w województwie wielkopolskim, w powiecie słupeckim, w gminie Strzałkowo.
W latach 1975–1998 miejscowość administracyjnie należała do województwa konińskiego.
Zobacz też: Katarzynowo, Katarzynów